# Студена (округ Рімавска Собота)
Студена (словац. Studená, угор. Medveshidegkút) — село, громада в окрузі Рімавска Собота, Банськобистрицький край, Словаччина. Кадастрова площа громади — 1,73 км². Населення — 263 особи (за оцінкою на 31 грудня 2017 р.).
Знаходиться за ~30 км на південь-південний захід від адмінцентра округу міста Рімавска Собота. Безпосередньо межує з Угорщиною.
Перша згадка 1304 року.

## Географія
Водойма — Ґортва.
Найвища точка — гора (словац. Čertov vrch, ? м, 48°09′55″ пн. ш. 19°58′19″ сх. д.).

## Транспорт
Автошлях 2783 (Cesty III. triedy).

## Населення
| Рік:            | 1994. | 2004.   | 2014.   | 2024.   |
| --------------- | ----- | ------- | ------- | ------- |
| Кількість осіб: | 293   | 277     | 273     | 280     |
| Різниця:        |       | -5,46 % | -1,44 % | +2,56 % |

| Рік:            | 2023. | 2024.   |
| --------------- | ----- | ------- |
| Кількість осіб: | 287   | 280     |
| Різниця:        |       | -2,43 % |